# Agua Caliente de Arisiachi
Agua Caliente de Arisiachi är en ort i Mexiko.   Den ligger i kommunen Guerrero och delstaten Chihuahua, i den nordvästra delen av landet, 1 300 km nordväst om huvudstaden Mexico City. Agua Caliente de Arisiachi ligger 2 026 meter över havet och antalet invånare är 116.
Terrängen runt Agua Caliente de Arisiachi är huvudsakligen lite kuperad. Agua Caliente de Arisiachi ligger nere i en dal. Runt Agua Caliente de Arisiachi är det mycket glesbefolkat, med 7 invånare per kvadratkilometer. Närmaste större samhälle är Arisiachi, 5,9 km norr om Agua Caliente de Arisiachi. Omgivningarna runt Agua Caliente de Arisiachi är i huvudsak ett öppet busklandskap.